# Дико тусим
«Дико тусим» — песня российских певцов Дани Милохина и Николая Баскова, выпущенная 17 сентября 2020 года в качестве сингла на лейбле Dream Team Family.

## История
По словам Николая Баскова, его «задела строчка „Коля, уйди, я остаюсь“» в песне Филиппа Киркорова и DAVA «Ролекс», и он решил «ответить» песней «Дико тусим», а Даня Милохин запустил в сервисе TikTok танцевальный челлендж, заявив, если пользователи сервиса снимут на отрывок песни более 100 000 клипов, он опубликует сниппет.
Премьера клипа состоялась 16 сентября 2020 года на дне рождения блогерского дома Dream Team House. На презентацию клипа были приглашены российские артисты: певец Дима Билан, актрисы кино и певицы — Анна Семенович и Марина Федункив.
Релиз видеоклипа на трек состоялся 17 сентября на официальном YouTube-канале Dream Team House, на день позже премьеры. Клип был снят в усадьбе «Архангельское».
30 декабря 2020 года в рамках новогоднего шоу «Ciao, 2020!» («Вечерний Ургант») была исполнена версия на итальянском — «La Baldoria».

## Отзывы
Никита Данилов из PopCake отметил, что сингл «собрал в себе всё самое лучшее из творчества двух артистов, и они уже готовы разорвать чарты», назвав исполнителей «сердцеедами». Он также отметил, что в клипе исполнители «не теряют свой флекс и закатывают настоящую тусовку с танцами, стрельбой из ружья и крутыми тачками».

## Чарты
| Чарт                           | Высшая позиция |
| ------------------------------ | -------------- |
| СНГ (Top Radio & YouTube Hits) | 190            |
| СНГ (Top YouTube Hits)         | 46             |
| Shazam                         | 18             |
| Муз-ТВ                         | 10             |
| Вконтакте                      | 8              |